# BYD Company Limited
BYD Company is een Chinees bedrijf actief op het gebied van oplaadbare batterijen en auto’s. Het bedrijf werd in 1995 opgericht door Wang Chuanfu en is gevestigd in Shenzhen.

## Activiteiten
BYD Company heeft de activiteiten over twee groepen verdeeld:
- BYD Auto maakt auto's met benzinemotoren, maar ook in toenemende mate hybride en elektrische auto's.
- Het is een grote producent van nikkel-cadmium batterijen en van lithium-ion batterijen voor mobiele telefoons. Verder maakt het bedrijf onderdelen voor mobiele telefoons en levert het assemblagediensten.

In 2024 behaalde het bedrijf een omzet van iets meer dan 770 miljard yuan waarvan 80% afkomstig van de automobielactiviteiten, dit is inclusief batterijen voor auto's. De componenten en assemblagediensten en andere herlaadbare batterijen maken ongeveer 20% van de omzet uit. De activiteiten zijn vooral binnen China geconcentreerd, hier werd in 2024 zo’n 72% van de omzet gerealiseerd (2016: 90%). Het bedrijf telde bijna een miljoen medewerkers. In 2024 waren de kosten voor onderzoek en ontwikkeling 54 miljard yuan, dat is 7% van de totale omzet.

### Resultaten
| Jaar | Omzet | Bedrijfs- resultaat | Netto- resultaat | Verkopen auto's (×1000 stuks) |
| ---- | ----- | ------------------- | ---------------- | ----------------------------- |
| 2020 | 153   |                     | 4,2              | 427                           |
| 2021 | 211   | 4,6                 | 3,0              | 740                           |
| 2022 | 424   | 21,5                | 17,2             | 1869                          |
| 2023 | 602   | 38,1                | 30,2             | 3024                          |
| 2024 | 777   | 50,5                | 41,6             | 4272                          |

## Eigenaren
Het bedrijf werd opgericht door Wang Chuanfu die bijna 19% van de aandelen bezat per 31 december 2020. Mede oprichter Lv Xiang-yang had 15% van de aandelen. In juli 2002 kreeg het een beursnotering op de Hong Kong Stock Exchange (code: 1211HK) en in juni 2011 volgde een notering op de Chinese beurs van Shenzhen (beurscode: 002594). Per 31 december 2024 maakten H-aandelen 37,7% van het totaal uit, deze aandelen kunnen door buitenlanders worden gekocht, de rest zijn A-aandelen die voor Chinese beleggers zijn gereserveerd. Berkshire Hathaway Energy, voorheen MidAmerican Energy Holdings Company, was veruit de grootste buitenlandse aandeelhouder met een belang van 8,25%. De beleggingsmaatschappij van Warren Buffet kocht het belang in september 2008 voor US$ 230 miljoen.

## Geschiedenis
BYD werd in 1995 opgericht door de boerenzoon Wang Chuanfu, die was opgeleid in de chemie. Hij maakte gebruik van de goedkope arbeidskracht en het bedrijf telde in het eerste jaar zo'n 20 medewerkers. In 2000 werd het Amerikaanse bedrijf Motorola een afnemer van Li-ion batterijen. In 2002 kregen de aandelen een beursnotering in Hongkong, er werden 130 miljoen aandelen geplaatst à HK$ 10,95 en dit leverde het bedrijf US$ 182 miljoen op. Een jaar later werden de eerste stappen gezet in de automobielmarkt en in 2005 volgde het eerste eigen model, de F3. De eerste plug-in hibride auto's liepen in 2008 van de band en de eerste bussen werden in 2009 op de markt geïntroduceerd.